# Lidija Kuliš
Lidija Kuliš (* 2. Mai 1992 in Visoko) ist eine bosnisch-herzegowinische Fußballspielerin.

## Karriere

### Vereine
Kuliš begann als siebenjährige mit dem Fußball spielen. Im Jahre 2007 wechselte sie zum bosnischen Spitzenverein SFK 2000 Sarajevo, mit dem sie jeweils viermal Meister und viermal Pokalsieger wurde. Bereits im Jahre 2008 absolvierte Kuliš ein Probetraining bei den deutschen Vereinen VfL Wolfsburg und dem 1. FFC Frankfurt. Ein Wechsel scheiterte daran, weil sie damals erst 16 Jahre alt war. Im Jahre 2011 wechselte sie schließlich zum 1. FFC Turbine Potsdam, wo sie zunächst in der zweiten Mannschaft spielt. Beim 15:1-Sieg über den Mellendorfer TV am 9. Oktober 2011 erzielte sie alleine sechs Tore.
Am 11. Dezember 2011 gab sie ihr Erstligadebüt beim 7:0-Auswärtssieg beim 1. FC Lokomotive Leipzig. Mit Turbines zweiter Mannschaft wurde sie 2012 Meisterin der 2. Bundesliga Nord und war mit 22 Saisontoren zweitbeste Torschützin der Liga. Im Sommer 2018 wurde Kuliš, nach 7 Jahren Potsdam verabschiedet und wechselte zum schottischen Meister Glasgow City LFC.

### Nationalmannschaft
Für die bosnische U-19-Nationalmannschaft erzielte sie in zwölf Spielen 18 Tore. Am 17. September 2011 spielte sie erstmals in der Bosnisch-herzegowinischen Nationalmannschaft bei einem Qualifikationsspiel zur Europameisterschaft 2013. Beim 6:2-Sieg in Mazedonien traf Kuliš vier Mal.

## Sonstiges
Lidija Kuliš' drei Jahre jüngere Schwester Monika ist ebenfalls bosnisch-herzegowinische Fußballnationalspielerin.

## Erfolge
- Deutsche Meisterin 2012
- Bosnische Meisterin 2008, 2009, 2010, 2011
- Bosnische Pokalsiegerin 2008, 2009, 2010, 2011